# Férfi gyorstüzelő pisztoly az 1896. évi nyári olimpiai játékokon
Az 1896. évi nyári olimpiai játékokon a férfi gyorstüzelő pisztoly versenyt április 11-én rendezték. Mindenkinek 30 lövése volt, melyet hatosával lőhetett el, azaz 5 sorozat alatt. A célpont 25 méteres távolságban volt. Az amerikai Paine-fivérek nem indulhattak el, ugyanis fegyvereik nem feleltek meg a verseny technikai követelményeinek (csak a csőtöltős .45-ös kaliberű pisztolyokat engedélyezték). 
Három nemzet négy sportlövője indult a viadalon.
Az első két helyen hazai versenyző végzett. Joánisz Frangúdisz lett az aranyérmes 23 találattal és 344 ponttal. Őt követte Jeórjiosz Orfanídisz 20 találattal és 249 ponttal. A bronzérmet a dán Holger Nielsen szerezte meg.

## Eredmények
| Helyezés | Név                  | Nemzet               | Eredmény       | Találatok      | 1.             | 2.             | 3.             | 4.             | 5.             |
| -------- | -------------------- | -------------------- | -------------- | -------------- | -------------- | -------------- | -------------- | -------------- | -------------- |
| Arany    | Joánisz Frangúdisz   | Görögország (GRE)    | 344            | 23             | nincs adat     | nincs adat     | nincs adat     | nincs adat     | nincs adat     |
| Ezüst    | Jeórjiosz Orfanídisz | Görögország (GRE)    | 249            | 20             | nincs adat     | nincs adat     | nincs adat     | nincs adat     | nincs adat     |
| Bronz    | Holger Nielsen       | Dánia (DEN)          | nincs adat     | nincs adat     | nincs adat     | nincs adat     | nincs adat     | nincs adat     | nincs adat     |
| –        | Sidney Merlin        | Nagy-Britannia (GBR) | nem fejezte be | nem fejezte be | nem fejezte be | nem fejezte be | nem fejezte be | nem fejezte be | nem fejezte be |